# Nghệ sĩ dương cầm

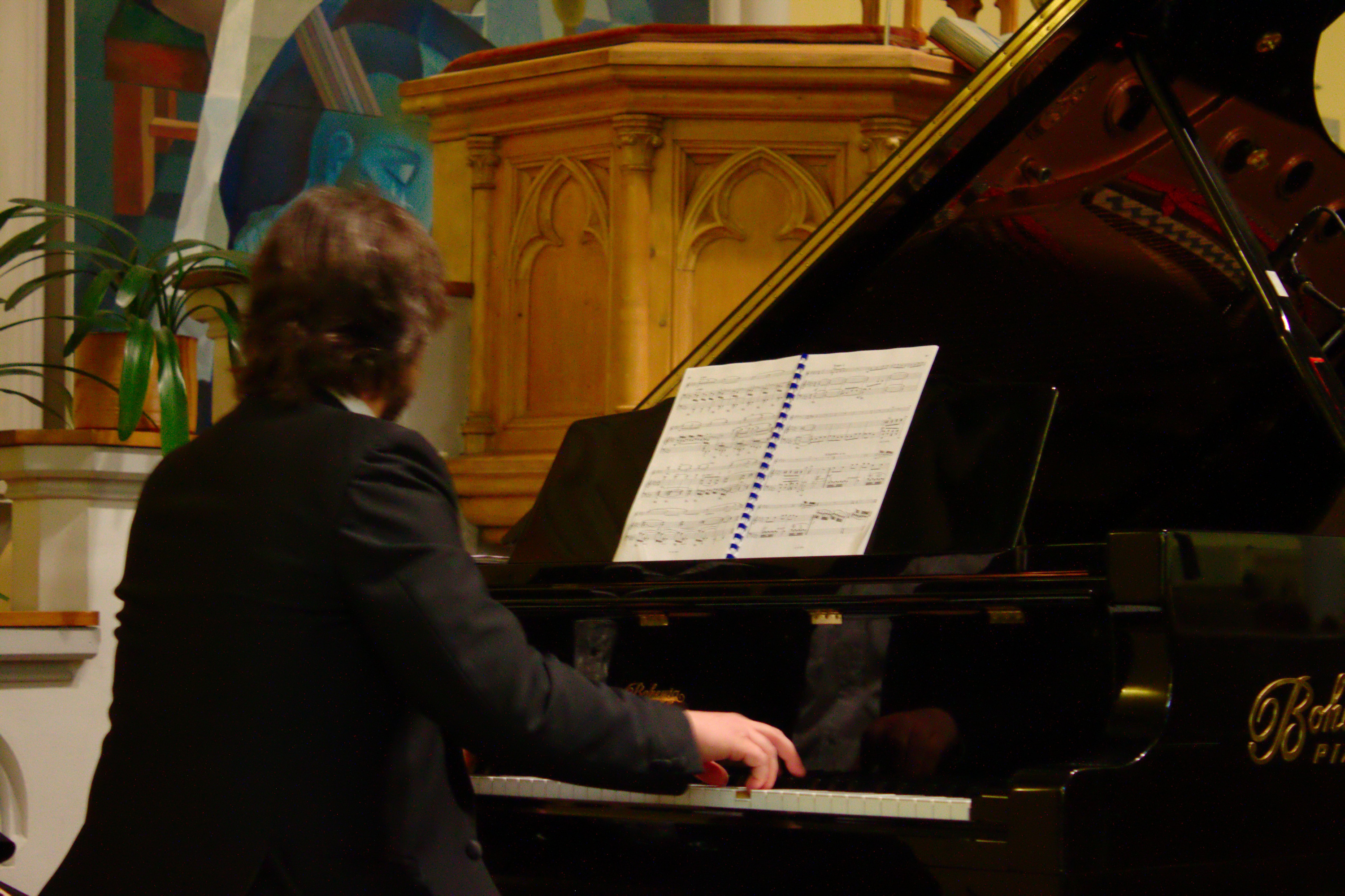
Một nghệ sĩ dương cầm là nghệ sĩ chơi đàn dương cầm chuyên nghiệp.

Nghệ sĩ dương cầm là nhạc sĩ chuyên nghiệp chơi đàn dương cầm. Một nghệ sĩ dương cầm có thể vừa là một nhạc sĩ sáng tác hoặc là nhạc sĩ chuyên biểu diễn dương cầm. Từ "nghệ sĩ dương cầm" dịch từ pianist (tiếng Anh: ˈpɪənɪst, tiếng Pháp: pianist) dùng chỉ một người sử dụng thành thạo và chuyên nghiệp nhạc cụ dương cầm (piano) để biểu diễn nhạc phẩm. Ở Việt Nam còn gọi bằng cụm từ ghép là nghệ sĩ pi-a-nô.
Trong âm nhạc, một nghệ sĩ dương cầm có thể là:
- Nghệ sĩ độc tấu dương cầm;
- Nghệ sĩ hòa tấu dương cầm;
- Nghệ sĩ dương cầm chuyên về nhạc cổ điển;
- Nghệ sĩ pi-a-nô nhạc Jazz, nhạc Blues, ...

Tất cả các nghệ sĩ dương cầm đều có khả năng dễ dàng chơi các nhạc cụ khác có bàn phím giống như dương cầm, như đàn cla-vơ-xanh, đại phong cầm, đàn oocgan, đàn accooc, đàn xê-les-ta.
Hầu hết các nhạc sĩ dương cầm đều có năng khiếu âm nhạc, thường bộc lộ tài năng rất sớm (thần đồng), nổi tiếng thế giới như Wolfgang Amadeus Mozart, Ludwig van Beethoven, Franz Liszt, Frédéric Chopin, Robert Schumann, César Franck, Camille Saint-Saëns, Ferruccio Busoni, Sergei Rachmaninov, Georges Enesco, Bela Bartók, Đặng Thái Sơn, v.v.

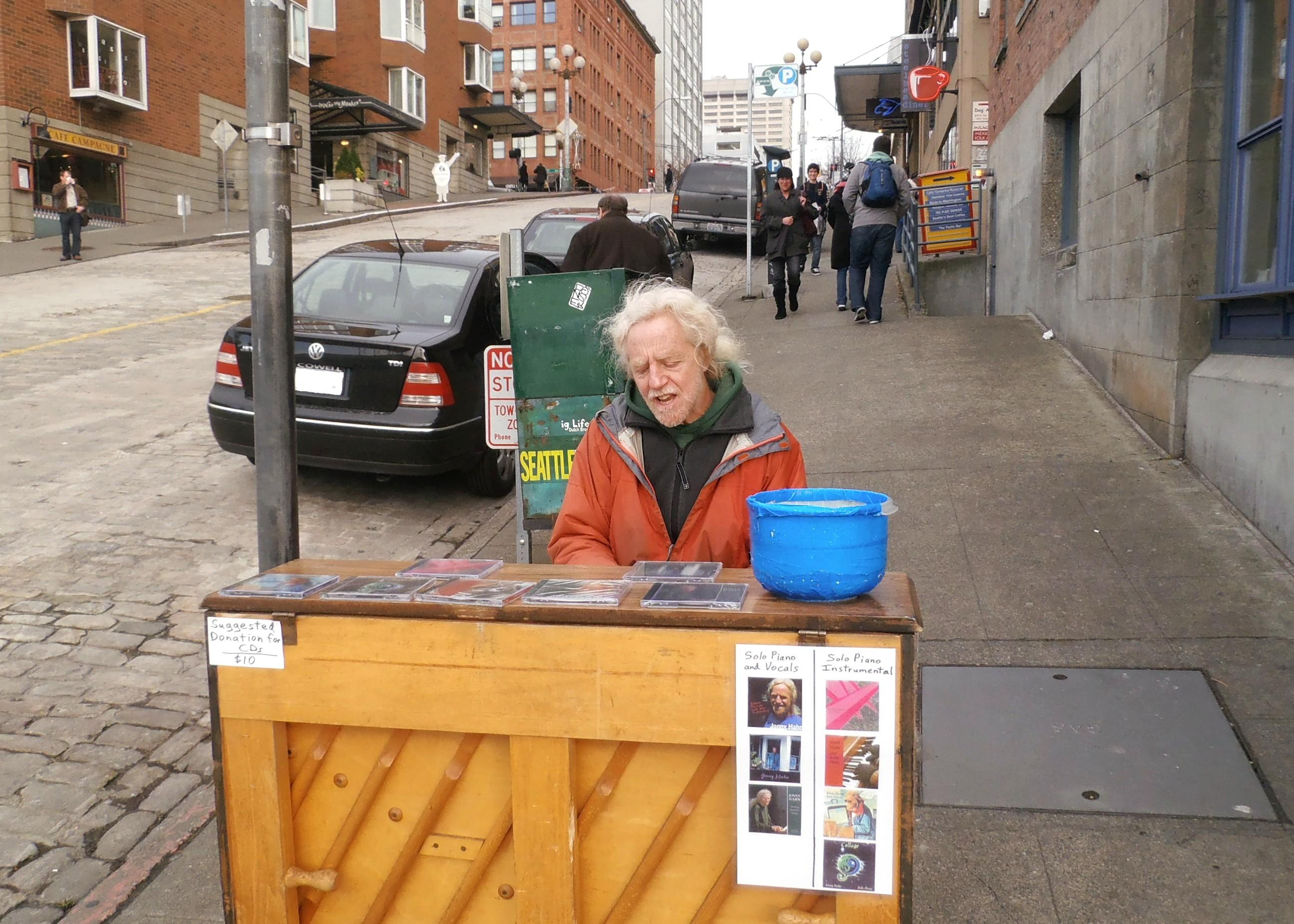
Một nghệ sĩ nghiệp dư chơi dương cầm ngoài trời tại chợ Pike Place ở Seattle.

Những người biết chơi dương cầm, nhưng chưa thật thành thạo hoặc không chuyên nghiệp được gọi là nghệ sĩ dương cầm nghiệp dư.

## Các nghệ sĩ dương cầm nhạc cổ điển xuất sắc nhất thế giới
Giới âm nhạc nói chung và các tạp chí âm nhạc chuyên về dương cầm nói riêng có đánh giá và xếp loại các nghệ sĩ dương cầm khá là khác nhau, nhưng đều thống nhất tôn vinh những nghệ sĩ thuộc hạng xuất sắc nhất qua mọi thời đại (The Greatest Pianists of all time) cho đến nay (đến năm 2021) như sau:

### Các nghệ sĩ vĩ đại (thời cổ điển)

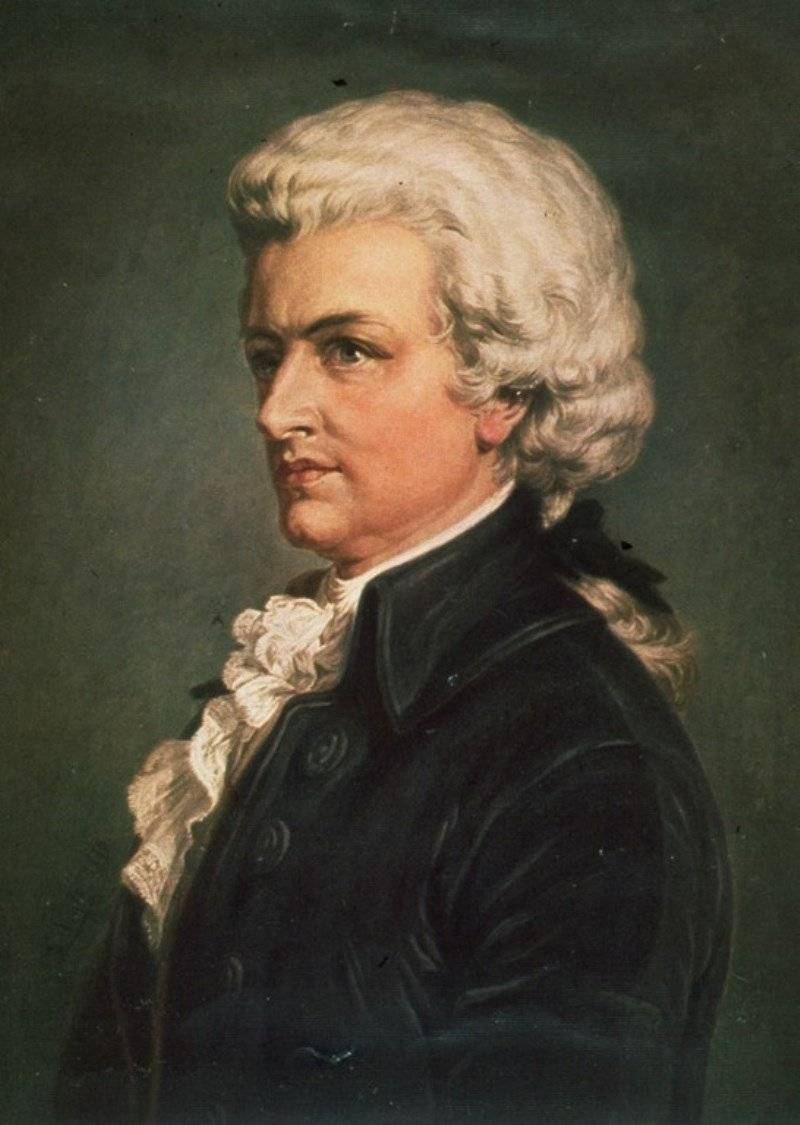
W. A. Mozart
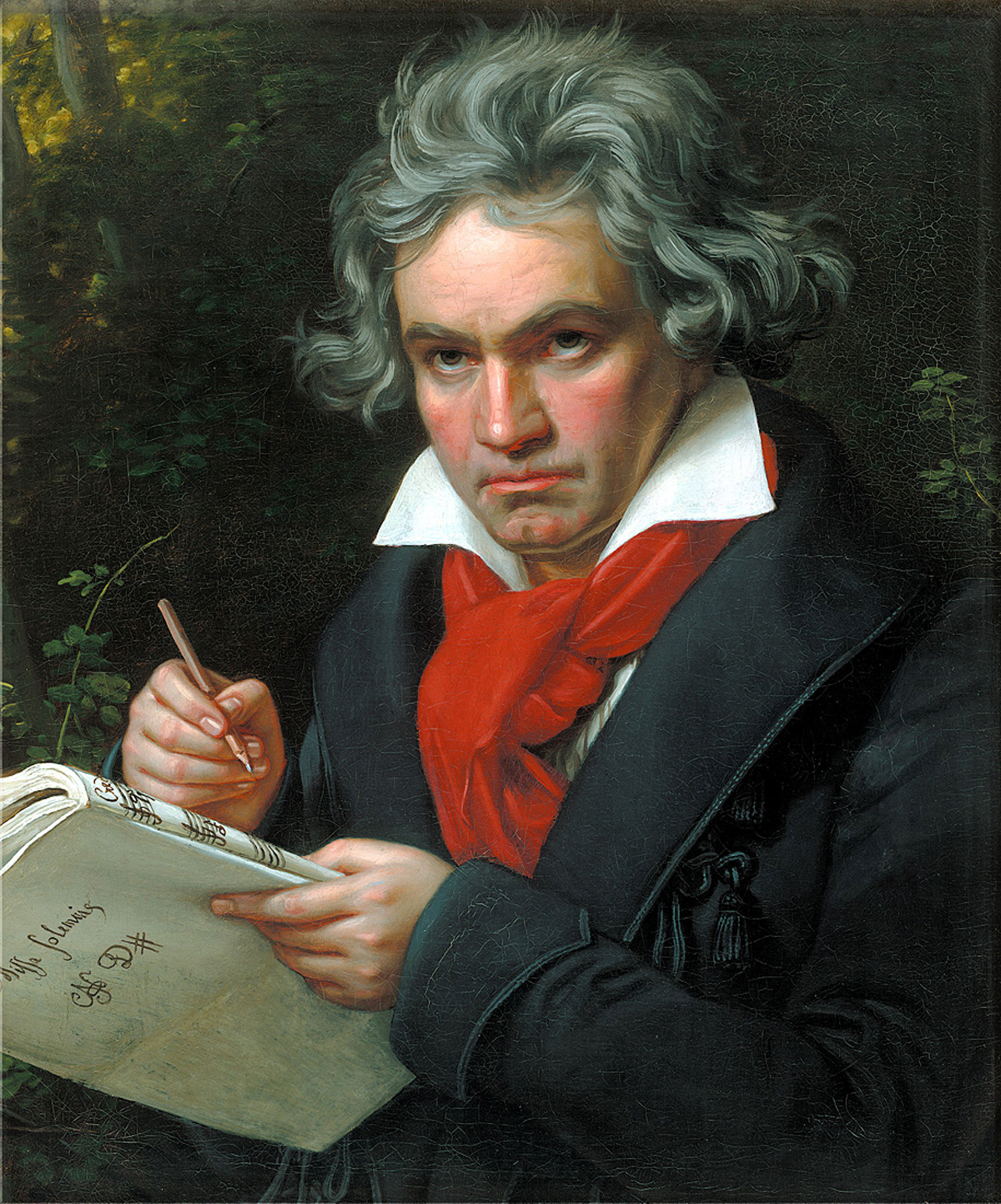
Ludwig van Beethoven
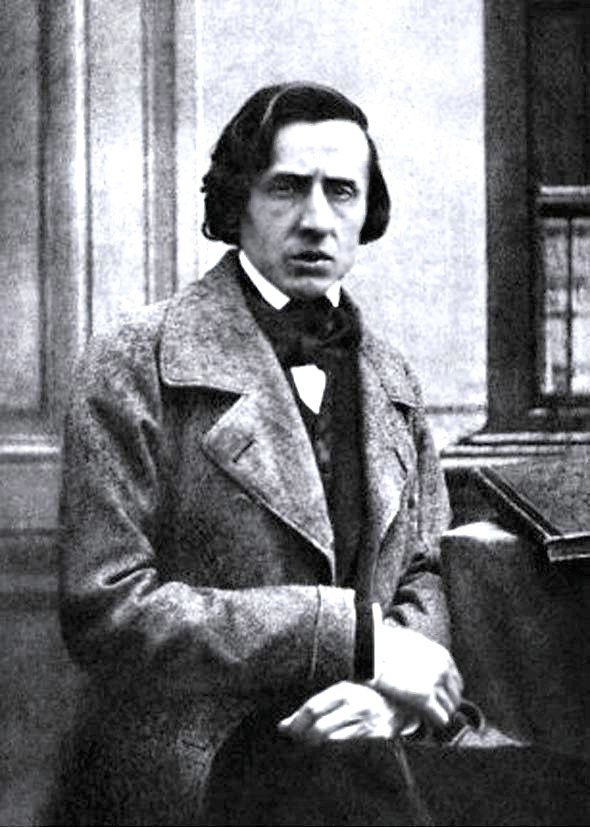
Frédéric Chopin
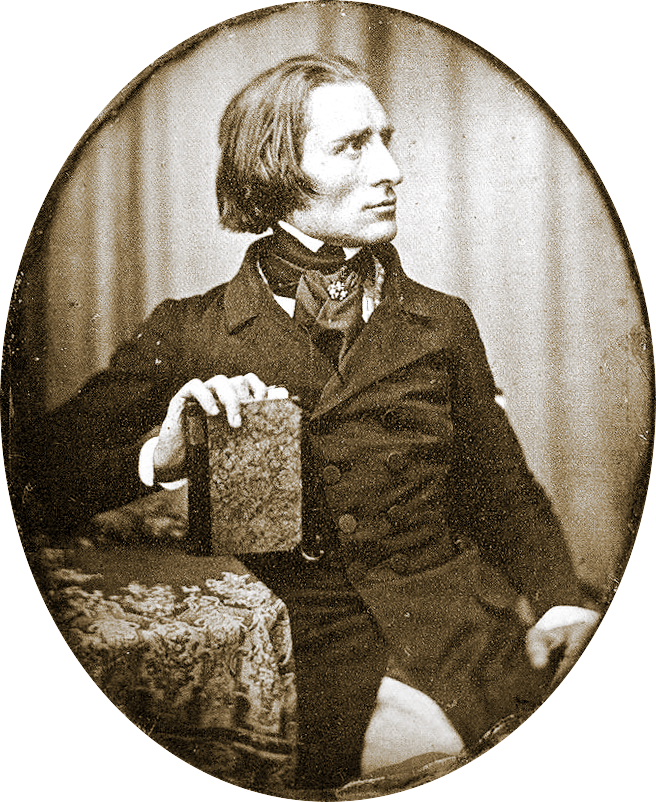
Franz Liszt

Đây là những nhạc sĩ vĩ đại, vừa biểu diễn, vừa sáng tác mà các tác phẩm của họ để lại đều là những nhạc phẩm kinh điển, muốn biểu diễn cần có tài nghệ điêu luyện.
1. Wolfgang Amadeus Mozart (1756 - 1791).
2. Ludwig van Beethoven (1770 - 1827).
3. Frédéric Chopin (1810 - 1849).
4. Franz Liszt (1811 - 1886).

### Các nghệ sĩ thời hiện đại
1. Martha Argerich (sinh năm 1941).
2. Claudio Arrau (1903-1991).
3. Vladimir Ashkenazy (sinh năm 1937).
4. Daniel Barenboim (sinh năm 1942).
5. Alfred Brendel (sinh năm 1931).
6. Alfred Cortot (1877 - 1962).
7. Vương Vũ Giai (Yuja Wang, sinh năm 1987).
8. Glenn Gould (1932 - 1982).
9. Hélène Grimaud (sinh năm 1969)
10. Vladimir Horowitz (1903 - 1989).
11. Lang Lãng (sinh năm 1982).
12. Murray Perahia (sinh năm 1947).
13. Maria Joao Pires (sinh năm 1944).
14. Maurizio Pollini (sinh năm 1942).
15. Sergei Rachmaninov (1873-1943).
16. Sviatoslav Richter (1915 - 1997)
17. Arthur Rubinstein (1887-1982).
18. Uchida Mitsuko (sinh năm 1948).Myra Hess
19. Evgenny Kissin (sinh năm 1971).
20. Julia Myra Hess (1890 - 1965).